# Wiebke Muhsal

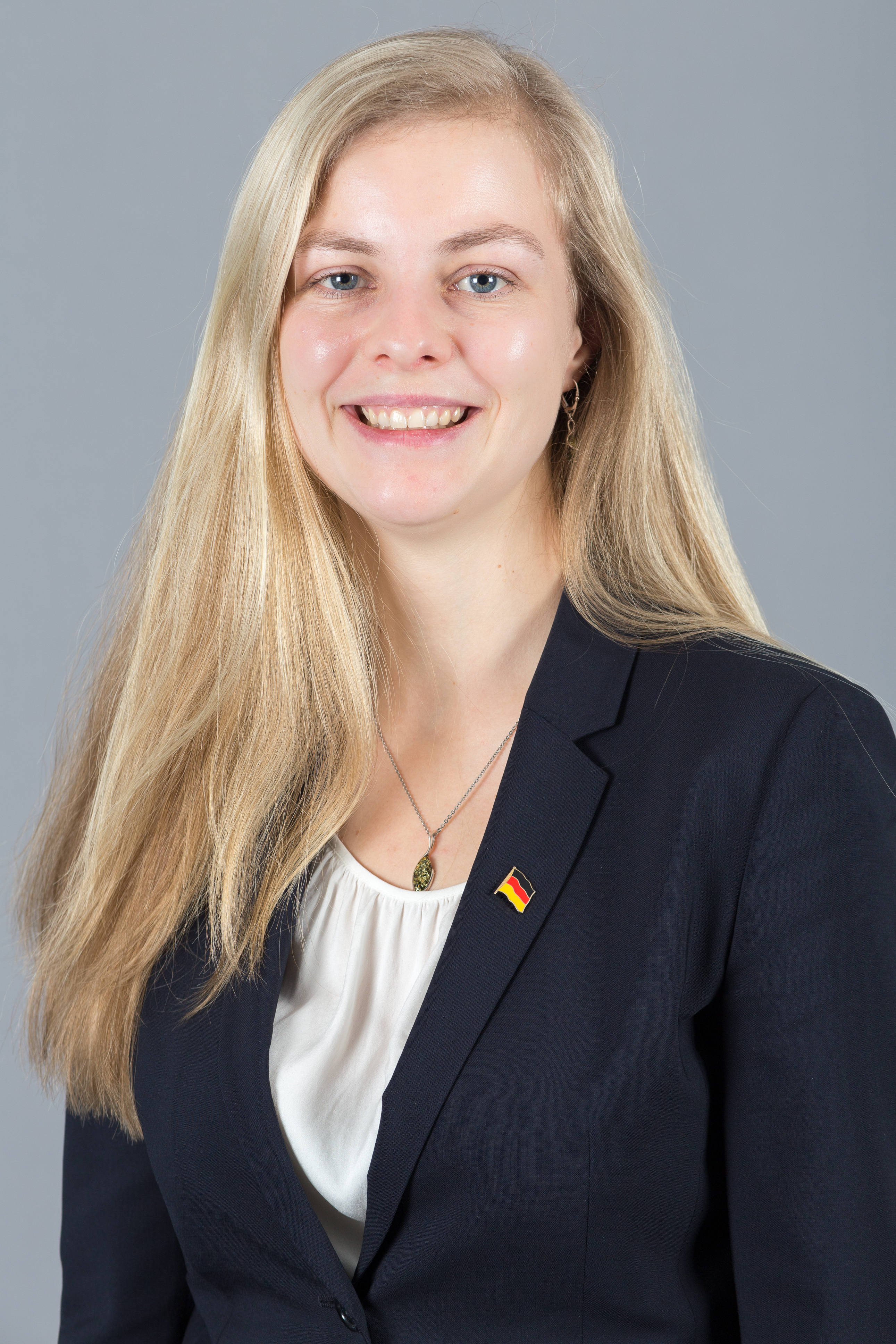
Wiebke Muhsal (2016)

Wiebke Muhsal (* 6. April 1986 in Lüdinghausen) ist eine deutsche Politikerin (AfD) und seit 2024 direkt gewählte Abgeordnete im Thüringer Landtag, dem sie bereits von 2014 bis 2019 angehörte. Seit März 2025 ist sie Parlamentarische Geschäftsführerin der AfD-Fraktion im Thüringer Landtag.

## Leben
Muhsal wuchs in Münster und Bad Salzuflen auf. 2005 machte Muhsal ihr Abitur am Rudolph-Brandes-Gymnasium im Schulzentrum Lohfeld in Bad Salzuflen. Danach begann sie ein Jura-Studium an der Friedrich-Schiller-Universität Jena, das sie im Februar 2012 als Diplom-Juristin abschloss.
Muhsal ist verheiratet und hat fünf Kinder.

## Politik
Muhsal ist seit November 2013 Mitglied der Alternative für Deutschland. Sie ist Sprecherin des AfD-Kreisverbands Jena–Gera–Saale-Holzland-Kreis und Mitglied der Programmarbeitsgruppe Familie/Gesundheit/Demographie sowie Leiterin der Programmarbeitsgruppe Bildung/Wissenschaft/Kultur. Nach der Landtagswahl in Thüringen 2014 zog sie über die Landesliste der AfD Thüringen in den Thüringer Landtag ein, in dem sie von 2014 bis 2019 stellvertretende Vorsitzende der AfD-Fraktion war. Außerdem war sie familien- und bildungspolitische Sprecherin ihrer Fraktion und Mitglied im Landtagsausschuss für Bildung, Jugend und Sport. Im Juli 2015 wurde sie zur Landessprecherin der Jungen Alternative Thüringen gewählt.
Zur Landtagswahl 2019 kandidierte sie nicht.
Bei der Landtagswahl in Thüringen 2024 gewann sie das Direktmandat im Wahlkreis Saale-Holzland-Kreis II gegen den CDU-Spitzenkandidaten Mario Voigt und zog damit erneut in den Thüringer Landtag ein. Sie war dort erneut bis Ende März 2025  stellvertretende AfD-Fraktionsvorsitzende. Nachdem der bisherige Parlamentarische Geschäftsführer Torben Braga in den Bundestag gewählt worden war, wurde sie am 26. März 2025 von ihrer Fraktion zu seiner Nachfolgerin gewählt. Ihre Fraktion nominierte sie am 18. September 2024 als Kandidatin für das Amt der Landtagspräsidentin. Bei der Wahl am 28. September 2024 unterlag sie mit 32 Stimmen dem CDU-Kandidaten Thadäus König, der 54 Stimmen erhielt. Bei der anschließenden Wahl zu einer von vier Landtagsvizepräsidenten erreichte sie nicht die notwendige Stimmenanzahl.
Nach den Kommunalwahlen in Thüringen 2019 wurde sie Mitglied des Stadtrates von Jena. Bei den Kommunalwahlen in Thüringen 2024 wurde sie erneut in den Stadtrat von Jena gewählt.

### Positionen

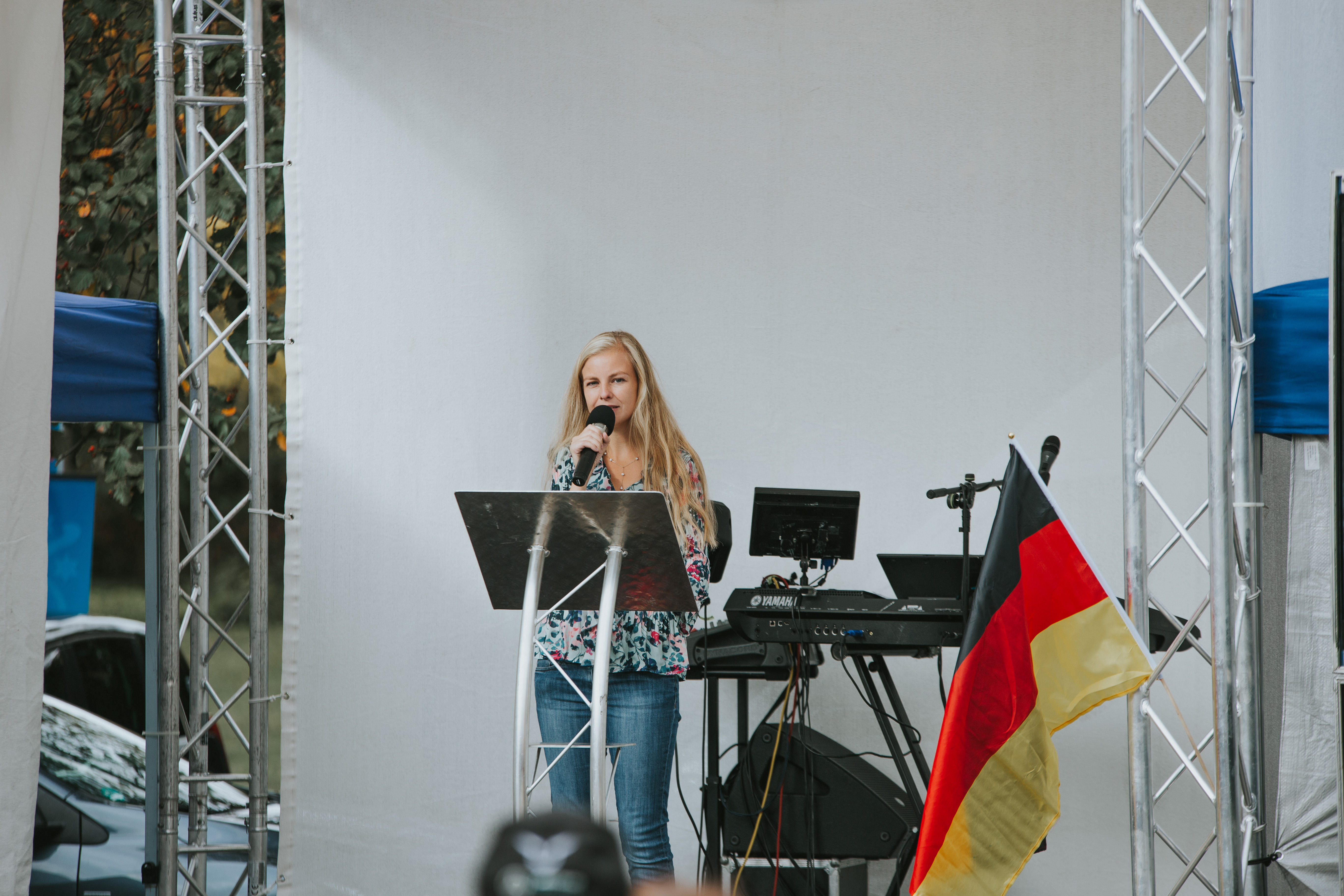
Muhsal auf einer Wahlkampfveranstaltung zur Thüringer Landtagswahl 2019 in Nordhausen

Muhsal ist vor allem in der Bildungs- und Familienpolitik aktiv. So befürwortet sie einen Ehekredit für junge Paare nach DDR-Muster und Baukindergeld. Außerdem trat sie für den Erhalt des Landeserziehungsgeldes ein und engagierte sich für eine Weiterentwicklung zu einem Familiengeld.
Im März 2015 war sie Erstunterzeichnerin der Erfurter Resolution, die als Gründungsdokument des völkisch-nationalistischen Flügels der AfD gilt.
Am 1. September 2016 erregte sie Aufsehen, als sie während einer Debatte des thüringischen Landtags den Plenarsaal vollverschleiert betrat und sich dabei von ihrem Referenten filmen ließ. Nachdem sie vom Vorsitzenden zur Ordnung gerufen worden war, legte Muhsal den Niqab ab. Laut eigenen Angaben wollte sie mit ihrem Verhalten „gegen die Entwürdigung der Frau durch die Vollverschleierung“ demonstrieren. Das Vollverschleierungsverbot sei der richtige Weg, eine solche Entwicklung zu beenden und die freiheitliche Grundordnung zu schützen.

## Verurteilung wegen Betruges
Muhsal wurde 2015 von einer früheren Mitarbeiterin angezeigt, weil sie den Beginn des Arbeitsverhältnisses im Arbeitsvertrag dieser Mitarbeiterin im Jahr 2014 zwei Monate vor der tatsächlichen Aufnahme der Tätigkeit eingetragen hatte. Das Gehalt, das die Landtagsverwaltung überwies, zahlte die Abgeordnete nicht an die Mitarbeiterin, sondern finanzierte damit Büroausstattung, Handy und Internetauftritt.
Eine Verurteilung Muhsals zu einer Geldstrafe von 80 Tagessätzen wegen Betrugs wurde im Jahr 2018 rechtskräftig. Eine Schadensersatzforderung des Landtags gegen Muhsal in Höhe von 6.436 Euro wurde vom Thüringer Oberlandesgericht hingegen verworfen.